# The Eyes
The Eyes var en engelsk psykedelisk pop/rockgrupp.

## Medlemmar
- Barry Allchin – basgitarr (?–1967)
- Brian Corcoran – trummor (?–1967)
- Phil Heatley – gitarr (?–1967)
- Chris Lovegrove – sologitarr (?-67)
- Terry Nolder – sång (?–1967)
- Steve Valentine – gitarr (1967)

## Diskografi
Singlar
- "When The Night Falls" / "I'm Rowed Out" (1965)
- "Man With Money" / "You're Too Much" (1966)
- "Good Day Sunshine" / "Please Don't Cry" (1966)
- "The Immediate Pleasure" / "My Degeneration" (1966)

EP
- The Arrival Of The Eyes (1966)

Album
- A Tribute To The Rolling Stones (1966) (som The Pupils)